# Luoghi comuni (film)
Luoghi comuni è un film documentario del 2015 diretto da Angelo Loy. È stato presentato al Biografilm Festival.

## Trama
Mona è una donna egiziana. Vive a Roma da 18 anni, con il marito Ahmed e i due figli. Quando Ahmed perde il lavoro, la famiglia si trova ad affrontare una crisi e una minaccia di sfratto. Mona vuole tornare a Il Cairo, mentre i figli, nati in Italia, si oppongono alla decisione.

## Riconoscimenti
- 2015 - Terra di Tutti Film Festival
  - Premio Miglior produzione italiana[2]
- 2015 - International Film Festival for Women, Social Issues, and Zero Discrimination
  - Gold Award[3]
- 2016 - Festival di cinema africano di Verona
  - Premio Viaggiatori & Migranti[4]
- 2016 - Olhares do Mediterrâneo – Cinema no Feminino
  - Premio Travessias[5]